# Frank Simek

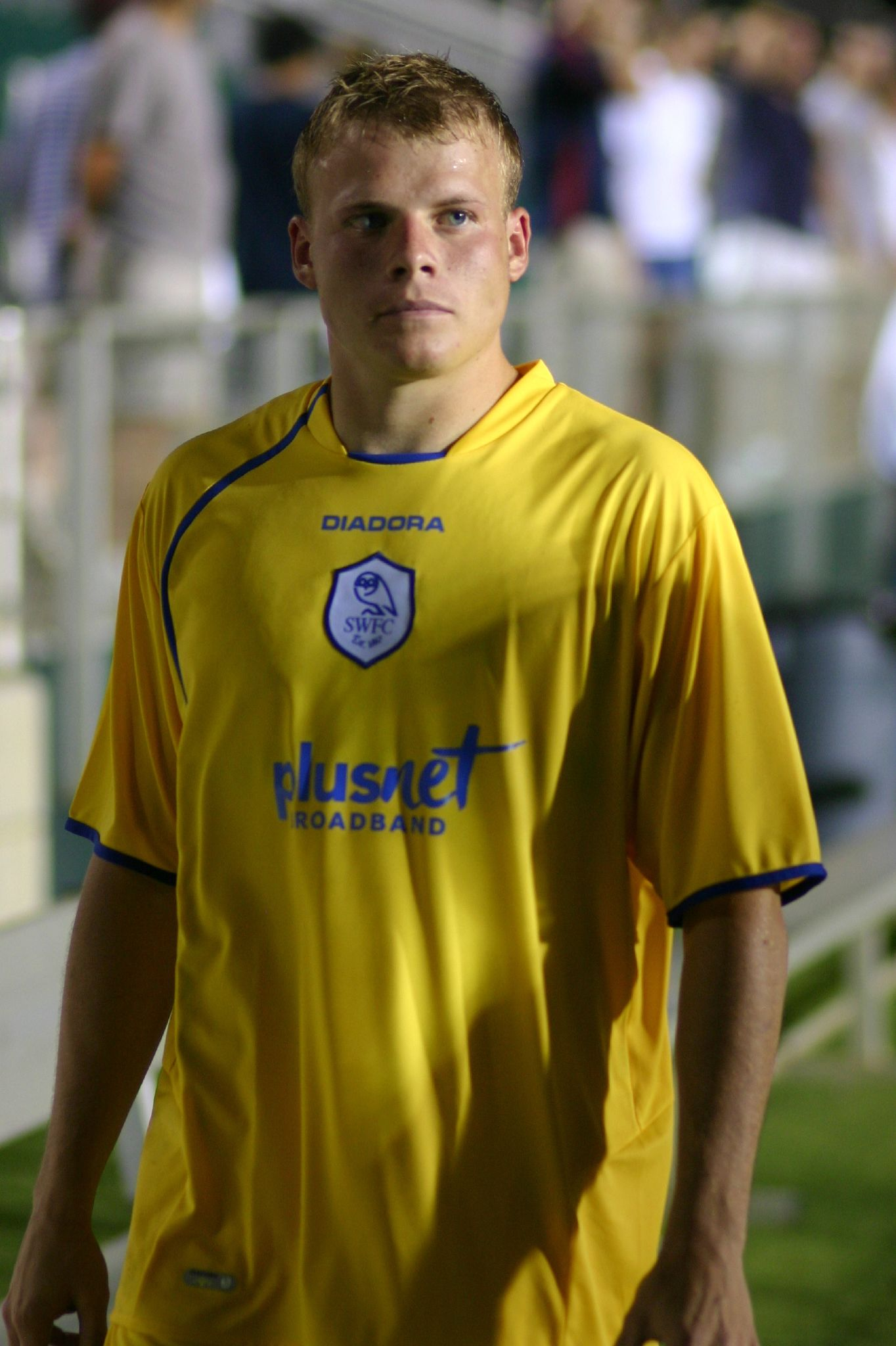
Frank Simek (2006)

Frank Simek (* 13. Oktober 1984 in St. Louis) ist ein  US-amerikanischer Fußballspieler.

## Karriere
Der Verteidiger Simek spielt seit 2003 in England, zunächst beim FC Arsenal (1 Spiel). Über die Queens Park Rangers (5 Spiele) und den AFC Bournemouth (8 Spiele) kam er 2005 zu Sheffield Wednesday, wo er sich einen Stammplatz erspielte und bis 2010 in 119 Spielen der zweiten englischen Liga zum Einsatz kam und dabei zwei Tore erzielte. Zur Saison 2010/11 wechselte er zum Drittligisten Carlisle United.
Sein Debüt in der Nationalmannschaft der USA gab Simek am 28. März 2007 gegen Guatemala.
| Personendaten    | Personendaten                    |
| ---------------- | -------------------------------- |
| NAME             | Simek, Frank                     |
| KURZBESCHREIBUNG | US-amerikanischer Fußballspieler |
| GEBURTSDATUM     | 13. Oktober 1984                 |
| GEBURTSORT       | St. Louis, Missouri, USA         |